# Benito Adán Méndez Bracamonte
Benito Adán Méndez Bracamonte (Mene Grande, 3 de diciembre de 1962) es un eclesiástico católico venezolano. Ejerce como el obispo castrense para Venezuela.

## Biografía
Nació en Mene Grande, en el Estado Zulia el 3 de diciembre de 1962. Creció junto con sus hermanos en Trujillo, Estado Trujillo. Aunque nació en el Zulia se considera trujillano.
Realizó sus estudios eclesiásticos en el Seminario de Caracas.
En año 2005, fue enviado a cursar estudios de Bioética en Roma, donde obtuvo la maestría en la materia.

### Sacerdote
Su ordenación sacerdotal fue el 21 de julio de 1990, a manos del obispo Vicente Ramón Hernández Peña.
Como sacerdote desempeñó los siguientes ministerios:
- Vicerrector del Seminario Diocesano.
- Director del periódico diocesano "Avance".
- Párroco de la catedral de Trujillo.
- Párroco de San José Obrero en Tres Esquinas.

#### Obispado castrense para Venezuela
Luego es incardinado al Ordinariato Militar, teniendo el grado de Teniente del Ejército Bolivariano de Venezuela. Atendió como Capellán Militar varias unidades, entre las cuales:
- Capellán del 304 Grupo de Defensa Antiaérea G/J “José Félix Ribas” 30
- Capellán del 2 Grupo de Caballería Mecanizada GB “Juan Pablo Ayala”
- Capellán de la Dirección General de Inteligencia Militar.
- Capellán del Instituto de Altos Estudios para la Defensa.
- Capellán de la Comandancia General del Ejército.
- Canciller del Ordinariato Militar.
- Vicario general del Ordinariato Militar para Venezuela y director de la formación humana del Seminario Castrense "San Juan de Capistrano" en Caracas. Cargos que desempeñó hasta el 13 de octubre de 2014 donde Mons. José Hernán parte a la casa del Padre Celestial[3]
- Administrador Diocesano del Ordinariato Militar.

## Episcopado

### Obispo castrense para Venezuela
El 8 de junio de 2015, el papa Francisco lo nombró Obispo castrense para Venezuela. Ese mismo día el cardenal Jorge Urosa Savino, le impuso el solideo.
Fue consagrado el 10 de julio del mismo año, en la  Parroquia San Judas Tadeo de Caracas; a manos del cardenal-arzobispo Jorge Urosa Savino.